# Virus de la estomatitis vesicular
El virus de la estomatitis vesicular, también llamado VSV por las iniciales de su nombre en inglés (vesicular stomatitis virus), es un virus ARN que pertenece a la familia Rhabdoviridae, género Vesiculovirus. Provoca enfermedad en el ganado - caballos, cerdos y bóvidos - que cursa con formación de vesículas en la boca o las patas y se parece mucho a otras enfermedades por virus de los animales, entre ellas la fiebre aftosa, enfermedad vesicular porcina y exantema vesicular porcino. El hombre puede sufrir la infección si entra en contacto directo con animales enfermos.

## Serotipos
Existen 2 serotipos principales, New Jersey (VSNJV) e Indiana (VSIV), el serotipo Indiana se divide a su vez en 3 subtipos: Indiana 1, Indiana 2 e Indiana 3.